# داني سميث (عداء سريع)
داني سميث (بالإنجليزية: Danny Smith)‏ هو عداء سريع باهاماسي، ولد في 15 مايو 1952.

## وصلات خارجية
- داني سميث على موقع الاتحاد الدولي لألعاب القوى (الإنجليزية)
- داني سميث على موقع أوليمبيديا (الإنجليزية)